# Langues omotiques
Les langues omotiques sont une famille de langues parlées dans l'Est de l'Afrique, pour la plupart d'entre elles, en Éthiopie. Elles font partie des langues chamito-sémitiques.
Le positionnement des langues omotiques à l'intérieur de l'ensemble chamito-sémitique est encore discuté. Elles sont considérées traditionnellement comme la branche occidentale des langues couchitiques. Pour certains linguistes, elles forment une branche distincte de la famille chamito-sémitique.

## Une classification controversée
Joseph Greenberg, dans son travail de classification, The Languages of Africa (1963), range les langues omotiques dans la branche couchitique, dont elles constituent le groupe occidental. Auparavant, Enrico Cerulli avait séparé le dime, le hamer et d'autres langues qu'il voyait comme nilotiques.
Jusque-là, les langues omotiques étaient mal documentées. Le recueil de nouveaux matériaux amènent en 1969, Harold Fleming, puis Lionel Bender, en 1971, à séparer l'omotique du couchitique. Pour ces linguistes, les langues omotiques constituent une branche à part entière des langues afro-asiatiques, à côté des langues couchitiques, tchadiques, sémitiques, de l'égyptien et du berbère.
Cette hypothèse n'est pas acceptée par tous, tel Lamberti qui continue à défendre la classification de Greenberg.

## Les langues omotiques
Selon Bender (1988), la classification interne des langues omotiques est la suivante :
- langues aroïdes : hamer, banna (en), karo (en), aari, dime
- omotique septentrional
  - langues mao : diddesa, hozo, sezo (en), ganza (en)
  - dizoïde
    - langues dizoïdes (ou maji) : dizi, sheko, nayi.
    - langues gonga (ou kafa, kefoïdes) : kafa, mocha (en), shinasha, anfillo (en)
    - yemsa
    - ometo-gimira
      - gimira
      - langues ometo
        - ometo septentrional : wolaitta, gamo, gofa, malo (en), kullo-konta (en), dache, dorze, oyda (en), male (en), et d'autres
        - ometo méridional : zayse, koorete (en), gidicho (en), kachama (en)
        - chara (en)